# Баланос, Николаос
Николаос Баланос (греч. Νικόλαος Μπαλάνος 1859 — 22 сентября 1942, Афины, Греция) — греческий архитектор .
На протяжении 40 лет руководил реставрационными и консервационными работами на Афинском акрополе в XIX веке. В конце жизни занимал должность директора Технической службы при Министерстве народного образования Греции (ныне Министерство образования и религии Греции). Вышел на пенсию в марте 1939 года в связи с проблемами со здоровьем. Его преемником стал Анастасиос Орландос.

## Восстановление Акрополя
В 1835 году баварский гарнизон покинул Афины, и Акрополь перешёл под контроль новообразованной Греческой археологической службы. Спустя полвека на Акрополе не осталось и следа «варварского присутствия». В 1890 году раскопки настолько продвинулись, что достигли материнской породы холма. Первый цикл работ завершили в 1902 году, их масштабы были довольно скромными, и проводились они под эгидой комитета международных консультантов.
Впервые Николаос Баланос был призван к выполнению работ после землетрясения 1895 года, которое в значительной степени повредило руины Парфенона. Над проблемой консолидации памятника работала интернациональная комиссия французских, британских и немецких экспертов. Баланос тщательно выполнял реконструкцию по указаниям комиссии, именно он выдвинул идею пытаться использовать только материалы, найденные на Акрополе, и применять исключительно древнегреческие строительные приемы.
К началу 1920-х годов главный инженер Николаос Баланос работал уже без внешнего контроля. Именно он начал программу восстановительных работ, рассчитанную на 10 лет. Планировалось полностью реставрировать внутренние стены, укрепить фронтоны и установить гипсовые копии скульптур, вывезенных лордом Элджином. Наиболее значимым изменением стало воссоздание длинных секций колоннад, которые соединяли восточный и западный фасады. Эрехтейон стал первым памятником, полностью отреставрированным под руководством Баланоса.
Именно благодаря программе Баланоса разрушенный Парфенон приобрел свой современный вид. Однако с 1950-х годов, уже после его смерти, достижения неоднократно подвергались критике. Во-первых, не предпринимались попытки вернуть блоки на их первоначальное место. Во-вторых, и самое важное, Баланос использовал для соединения античных мраморных блоков железные стержни и скобы. Со временем они заржавели и деформировались, из-за чего блоки растрескивались. В результате консультаций со многими специалистами было решено, что к моменту завершения восстановительных работ внутри храма можно будет увидеть остатки апсиды христианской эпохи, а также постамент статуи богини Афины Парфенос; не меньшее внимание реставраторы уделят следам от венецианских ядер на стенах и средневековым надписям на колоннах.